# Miloud Doubal
Miloud Doubal, né le 2 décembre 1981 à Antibes, est un joueur franco-algérien de basket-ball évoluant à l'US Cagnes Basket, en Nationale 3,,,.

## Carrière en Clubs
- 1999-02 : Antibes (Pro A)
- 2002 championnat du monde Indianapolis. Top 15 meilleurs scoreurs.
- 2002-04 : Antibes (Pro B)
- 2004-05 : Dijon (Pro A) puis TBB Trier (Allemagne)
- 2005-07 : Aix-Maurienne (Pro B)
- 2007-08 : Antibes (N1)
- 2008-10 : Antibes (Pro B)
- 2010-11 : Bordeaux (NM1)
- 2011-12 : Bordeaux (Pro B)
- 2012-13 : N’a pas joué
- 2013-14 : Boulazac (Pro B)<br>Antibe
- En février 2014, il met fin à sa carrière professionnelle[5].

## Vie privée
Il est le beau-frère de Thomas Dubiez.

## Palmarès

### En club
- Champion de France NM1 (3e division) : 2008, 2011

### Équipe nationale
- Participation au championnat du monde 2002 ( États-Unis)

- 8e au Championnat d'Afrique 2003 ( Égypte)